# Magistralinis kelias A6

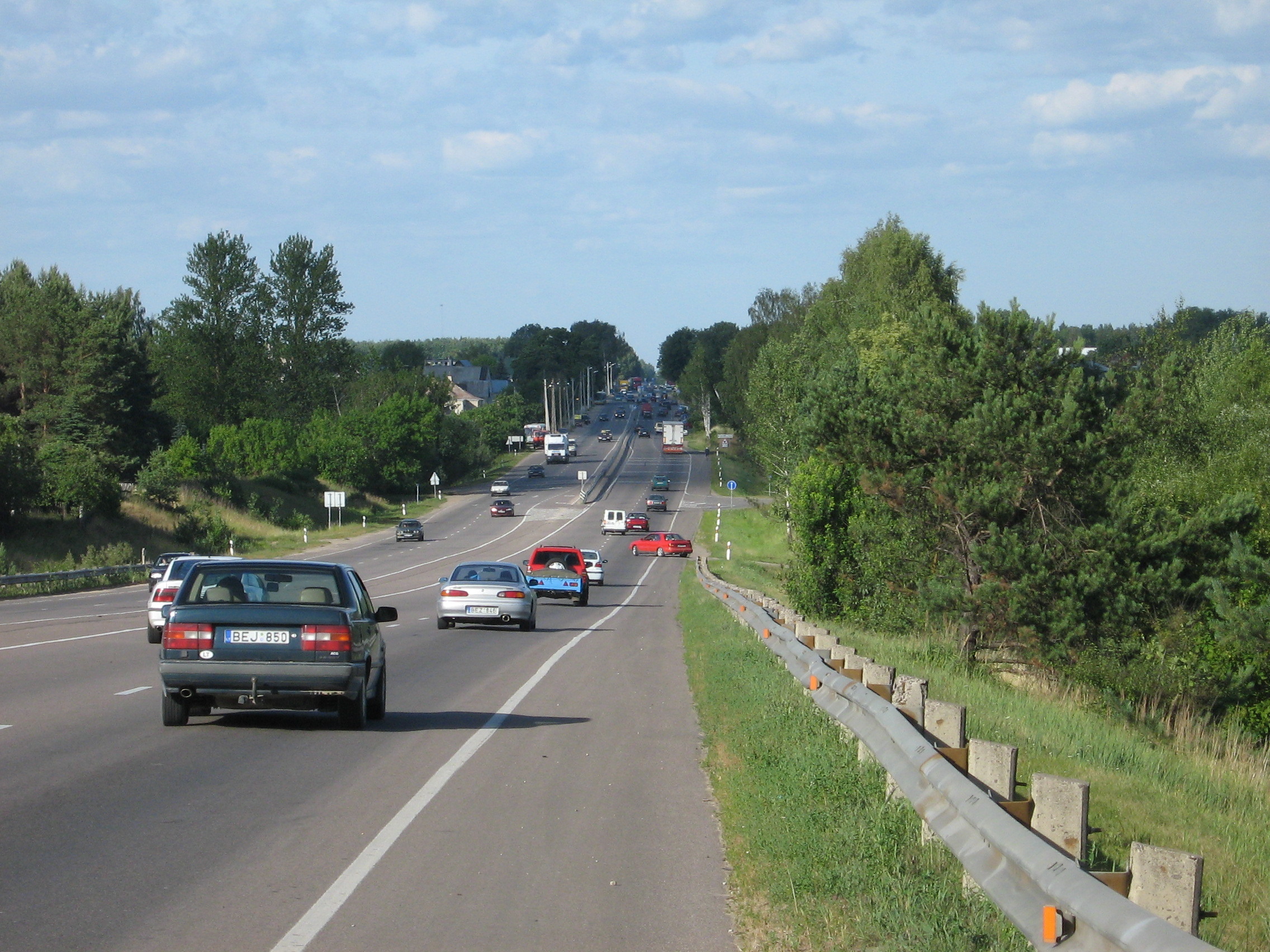
Die Straße bei Karmėlava

A6 ist seit 1970 eine Fernstraße in Litauen, die von Kaunas nach Daugavpils (Dünaburg) in Lettland führt. Die Straße (zugleich Europastraße 262) verbindet die Städte Kaunas, Jonava, Ukmergė, Utena, Zarasai und die Bezirke Kaunas, Vilnius und Utena.